# Rebutia aureiflora
Rebutia aureiflora ist eine Pflanzenart in der Gattung Rebutia aus der Familie der Kakteengewächse (Cactaceae). Das Artepitheton aureiflora leitet sich von den lateinischen Worten aureus für ‚gelb‘ sowie -florus für ‚-blütig‘ ab.

## Beschreibung
Rebutia aureiflora wächst reich sprossend mit kugelförmigen, grünen und rötlich überhauchten Körpern. Die Körper erreichen Durchmesser von bis zu 6 Zentimetern und haben eine lange, fleischige Rübenwurzel. Die kaum erkennbaren Rippen sind spiralförmig angeordnet und fast völlig in deutliche Höcker aufgelöst. Die darauf befindlichen Areolen sind weiß. Es sind 1 bis 4 gräulich weiße Mitteldornen vorhanden, die 10 bis 20 Millimeter lang sind. Die 10 bis 16 Randdornen sind weißlich bis bräunlich. Sie sind borstenartig und bis zu 7 Millimeter lang.
Die Blüten sind gelblich orange mit weißlichem Schlund oder goldgelb oder rot und erreichen Durchmesser von bis zu 4 Zentimetern.

## Verbreitung und Systematik
Rebutia aureiflora ist in Bolivien in den Departamentos Potosí und Tarija sowie in Argentinien in der Provinz Salta verbreitet.
Die Erstbeschreibung wurde 1932 von Curt Backeberg veröffentlicht. Nomenklatorische Synonyme sind Lobivia aureiflora (Backeb.) H.P.Kelsey & Dayton, Mediolobivia aureiflora (Backeb.) Backeb. und Rebutia einstenii subsp. aureiflora (Boed.) Hjertson Person.

## Nachweise